# Cyclopropylmethanol
Cyclopropylmethanol ist das kleinste Cycloalkan, das eine Hydroxymethylgruppe trägt, die direkt mit der Cyclopropylgruppe verknüpft ist. Von anderen funktionellen Cyclopropanen unterscheidet sich CPMO durch seine ausgeprägte Neigung, unter drastischeren Reaktionsbedingungen durch Ringerweiterung zu Cyclobutanderivaten und/oder Ringöffnung zu linearen Butanderivaten zu reagieren. Die Verbindung ist Ausgangsstoff für pharmazeutische Wirkstoffe und Pflanzenschutzmittel.

## Herstellung
Katalytische Hydrierung von Cyclopropancarbaldehyd in Gegenwart von Raney-Nickel oder Raney-Cobalt erzeugt Cyclopropylcarbinol in Ausbeuten bis > 90 % – neben n-Butanol durch Aufspaltung des Cyclopropanrings.
Die Reduktion von Cyclopropancarbonsäure mit Lithiumaluminiumhydrid LiAlH4 liefert CPMO, ebenso wie die Hydrierung seiner Ester, z. B. an einem Zinkoxid-Kontakt in fast quantitativer Ausbeute,
Eine Variante der Simmons-Smith-Reaktion mit metallischem Lanthan und Diiodmethan überführt in einer Cyclopropanierungsreaktion Allylalkohol mit 67%iger Ausbeute in Cyclopropanmethanol.

## Eigenschaften
Cyclopropanmethanol ist eine klare farblose Flüssigkeit, die sich vollständig mit Wasser und mit vielen organischen Lösungsmitteln, wie z. B. Dimethylformamid, Dichlormethan, oder Tetrahydrofuran mischt.

## Anwendungen

### Synthese von Cyclopropylmethylhalogeniden
Der einfachste Weg von Cyclopropylmethanol zu Cyclopropylmethylbromid wäre die Umsetzung mit wässriger Bromwasserstoffsäure. Allerdings entsteht dabei in 82%iger Gesamtausbeute selbst bei niedrigen Temperaturen (5 bis 10 °C) ein destillativ schwer trennbares Gemisch aus 56 % Cyclopropylmethylbromid (I) (Sdp. 106 °C) neben 37 % Cyclobutylbromid (II) (Sdp. 108 °C) und 7 % 4-Brom-1-buten (III) (Sdp. 100 °C).
Mildere Prozessvarianten, wie z. B. mit Dimethylsulfid/N-Bromsuccinimid-Komplex oder Triphenylphosphit/Brom liefern zwar wesentlich weniger Nebenprodukte durch Ringerweiterung oder -spaltung, aber auch keine wesentlich besseren Ausbeuten an Cyclopropylmethylbromid (67 bzw. 73 %) neben nicht umgesetztem Ausgangsstoff. Auch die Umsetzung mit Triphenylphosphan/Brom bietet mit 72 % Ausbeute keine Vorteile, da zudem das gefürchtete, weil oft nicht vollständig abtrennbare Triphenylphosphanoxid als Nebenprodukt entsteht. Für dessen Abtrennung aus polaren Lösungsmitteln wurde unlängst die Komplexbildung mit Zinkchlorid vorgeschlagen. Hochreines Cyclopropylmethylbromid, wie es für Synthesevarianten zu pharmazeutischen Wirkstoffen, wie z. B. dem Benzodiazepin Prazepam, dem Betablocker Betaxolol und dem Opioidantagonisten Naltrexon, benötigt wird, ist durch Umsetzung von CPMO in Dimethylformamid mit Triphenylphosphin und einem Überschuss von Brom zugänglich.
Das gegen Umlagerung deutlich stabilere Chlormethylcyclopropan wird bei der Reaktion von Cyclopropylcarbinol mit Dimethylsulfid/N-Chlorsuccinimid in fast quantitativer Ausbeute gebildet, während mit dem milden Chlorierungsmittel Hexachloraceton/Triphenylphosphan Cyclopropylmethylchlorid in 87%iger Ausbeute entsteht.
Die drastischere Umsetzung mit konzentrierter Salzsäure unter Rückfluss (100 °C) führt ebenfalls zur Ringerweiterung und der Bildung von Cyclobutanol in 57%iger Ausbeute.
In gleicher Weise reagiert Cyclopropylcarbinol mit wässriger Flusssäure in 98%iger Ausbeute zu Cyclobutylfluorid neben 4-Fluor-1-buten (2 %), d. h. Cyclopropylmethylfluorid wird überhaupt nicht gebildet.
Die Darstellung von Cyclopropylmethylfluorid gelingt hingegen bei der Reaktion von Cyclopropanmethanol mit Diethylaminoschwefeltrifluorid DAST bei −50 °C.
Cyclopropylmethyliodid ist durch Halogenaustausch aus CPMO mit Natriumiodid in Aceton mit 57%iger Ausbeute zugänglich.

### Andere Derivate des Cyclopropylmethanols
Cyclopropylmethanol reagiert in einer Eintopfreaktion mit Salzsäure unter Ringerweiterung zum Cyclobutanol und kann anschließend mit Chrom(VI)-oxid mit Ausbeuten von ca. 35 % zum Cyclobutanon oxidiert werden.
Das durch säurekatalysierte Umlagerung von Cyclopropylmethanol entstehende Cyclobutanol reagiert mit para-Toluolsulfonsäurechlorid glatt zum Tosylat. Erhitzen mit Kalium-tert-butanolat in Dimethylsulfoxid DMSO liefert Cyclobuten in Ausbeuten von 70–84 %.
Cyclopropylmethanol wird von Ammoniumcer(IV)-nitrat in wässriger Lösung in 64%iger Ausbeute zu Cyclopropancarbaldehyd oxidiert.